# 木下あきら
木下 あきら（きのした あきら、1948年9月8日 - ）は、日本の歌手、ムード歌謡コーラスグループ秋庭豊とアローナイツのボーカル。秋庭豊の死去後、アローナイツのメンバーが次々去った後も音楽活動を続けており、「アローナイツ（木下あきら）」としてグループの名義を継承している。本名は木下雅彰であり、活動初期の芸名は木下彰と表記された。

## 経歴

### 生い立ち
北海道赤平市生まれ。
高校生の時から、地元のナイトクラブで歌っていたが、高校卒業後は地元で炭鉱作業員となった。
24歳のとき、同じく炭鉱員だった秋庭豊に誘われ、一緒に札幌市に移って音楽活動を始め、「秋庭豊とシャネル・フォー」という名義で活動した。

### アローナイツの成功
秋庭豊とシャネル・フォーは、札幌市すすきののクラブに出演していた際に作曲家・吉田佐に出会い、「中の島ブルース」を提供され、1973年に自主制作盤を作ったところローカルにヒットし、これをきっかけにメジャー・デビューに至った。グループ名を秋庭豊とアローナイツと改め、1975年には、歌詞に手を加え、録音し直された「中の島ブルース」が、内山田洋とクール・ファイブとの競作となって、両者ともにヒットし、グループは、各種の音楽祭への出演や、受賞などの成功を収めた。その後も、ヒット曲を送り出し続け、1988年には日本ゴールドディスク大賞演歌賞を受賞した。

### その後の活動
1990年、グループを率いていた秋庭豊が44歳で死去し、以降、グループはメンバーが変動して、最終的に木下ひとりが音楽活動を続けることになった。
2002年には、敏いとうとハッピー&ブルーの2台目ボーカルであった森本英世、森雄二とサザンクロスのボーカル・菅野ゆたかと、「ハッピー・サザン・アロー」を結成して共演し、2年ほど活動した。
木下は、長く「アローナイツ（木下あきら）」としてグループの名義を継承して活動を続けている。
歌手でタレントの研ナオコは、木下の熱心なファンであることを公言している。

## 私生活
木下は、22歳のときに、2歳年下の北見市のクラブホステスだった妻と結婚した。
ふたりの間に生まれた長男は、脳性麻痺を患い、長じても車椅子生活となっている。
妻は、50代になってから国家資格を取得して介護福祉関係の会社を経営していたが、2018年に死去した。
長男との二人暮らしとなった木下は、日常の長男の介護を自ら担っているほか、音楽活動の仕事にもしばしば長男を同伴している。

## ディスコグラフィ
木下は、事実上のソロ歌手となった後も、レコードは「アローナイツ（木下あきら）」として発表している。ディスコグラフィについては、秋庭豊とアローナイツ#ディスコグラフィを参照のこと。